# Mien (Vorname)
Mien ist ein weiblicher Vorname.

## Herkunft und Bedeutung
Er ist die niederländische und limburgische Kurzform von Wilhelmina. Weitere Varianten sind Elma, Helma, Mina, Wil, Willy, Wilma.

## Bekannte Namensträgerinnen
- Mien van Bree (1915–1983), niederländische Radrennfahrerin
- Mien Ruys (1904–1999), niederländische Landschaftsgärtnerin